# 米尼 (长篇小说)
《米尼》，王安忆的长篇小说。

## 内容
“米尼”是上海一个女知识青年，她偶然遇到了上海男子“阿康”，两人坠入爱河，阿康在皖北（安徽北部）工作，于是两人就住在安徽，但是，阿康日渐堕落，最后当了扒手。
阿康、米尼回到上海市之后，米尼当了性工作者（妓女），阿康当了皮条客。

## 角色
- 米尼：父亲和母亲远在英属香港，跟着怪癖奶奶长大，嫁给了阿康。

- 阿康：被父母看扁的孩子，人生因阴暗而走向犯罪之路。

## 主题和风格
《米尼》通过上海男女“米尼”“阿康”描写了上海人对爱情和性欲的追求，对金钱和物质生活的渴慕。
《米尼》中描写了“四人性交”。

## 改编作品
《米尼》被改编成电影，由刘烨、李心洁主演。